# تشارلز مارتن سميث
تشارلز مارتن سميث (بالإنجليزية: Charles Martin Smith)‏ ممثل ومخرج أمريكي من مواليد 30 أكتوبر 1953.

## من أفلامه
- 2011، حكاية دولفين

## روابط خارجية
- تشارلز مارتن سميث على موقع IMDb (الإنجليزية)
- تشارلز مارتن سميث على موقع ألو سيني (الفرنسية)
- تشارلز مارتن سميث على موقع ميوزك برينز (الإنجليزية)
- تشارلز مارتن سميث على موقع أول موفي (الإنجليزية)
- تشارلز مارتن سميث على موقع قاعدة بيانات الأفلام السويدية (السويدية)
- تشارلز مارتن سميث على موقع إن إن دي بي (الإنجليزية)
- تشارلز مارتن سميث على موقع قاعدة بيانات الفيلم (الإنجليزية)
- تشارلز مارتن سميث على موقع كينوبويسك (الروسية)